# برنارد أوبراين
برنارد أوبراين (بالإنجليزية: Bernard O'Brien)‏ هو سياسي أمريكي، ولد في 5 مارس 1914 في ويلكس بار في الولايات المتحدة، وتوفي في 30 يناير 2011 في الولايات المتحدة. حزبياً، نشط في الحزب الديمقراطي. وقد انتخب عضو مجلس نواب بنسيلفانيا.